# Paolo Polidori
Paolo Polidori, italijanski rimskokatoliški duhovnik, škof in kardinal, * 4. januar 1778, Iesi, † 23. april 1847.

## Življenjepis
23. junija 1834 je bil povzdignjen v kardinala in imenovan za kardinal-duhovnika S. Eusebio.
12. julija 1841 je bil imenova še za kardinal-duhovnika S. Prassede. 12. septembra istega leta je bil imenovan za prefekta Zbora Rimske kurije.
22. januarja 1844 je bil imenovan za naslovnega nadškofa Tarsusa in škofovsko posvečenje je prejel 11. februarja istega leta.
Umrl je 23. aprila 1847.